# 涟水军
涟水军，北宋时设置的军。
太平兴国三年（978年）升涟水县置。治所在涟水县（今属江苏省）。辖境相当今江苏省涟水县地。属淮南东路。熙宁五年（1072年）废，元祐二年（1087年）复置。南宋绍兴五年（1135年）又废，三十二年（1162年）又置，绍定元年（1228年）又废。端平元年（1234年）复置，景定三年（1262年）升为安东州。